# Huapamacato
Huapamacato es una comunidad ubicada en el centro del municipio de Churintzio, Michoacán.

## Ubicación
Está ubicada a una distancia de la cabecera del municipio de 3.5 Kilómetros.